# Portal Kombat
«Портал Комбат» — московська мережа зі 193 сайтів (станом на березень 2024 року), створених для поширення новин проросійського спрямування. Мережу виявили військові експерти та експерти з кібербезпеки французького агентства VIGINUM. Viginum було створено у 2021 році для виявлення поширення іноземними державами пропаганди та дезінформації, спрямованої на вплив на громадську думку Західної Європи. Сайти включають pravda EN, pravda FR, pravda DE, pravda PL та pravda ES. У листопаді 2023 року середня відвідуваність сайтів становила 31 000 відвідувань на місяць. 